# Marcelo Vega
Francisco Marcelo Vega (Copiapó, 12 augustus 1971) is een voormalig profvoetballer uit Chili, die speelde als aanvallende middenvelder. Zijn bijnamen luidden "Toby" en "Guatón".

## Clubcarrière
Vega speelde clubvoetbal in Chili, Spanje, de Verenigde Staten en Argentinië. Hij beëindigde zijn loopbaan in 2003.

## Interlandcarrière
Vega speelde dertig officiële interlands voor Chili in de periode 1991-1998, en scoorde één keer voor de nationale ploeg. Hij maakte zijn debuut in de vriendschappelijke uitwedstrijd tegen Mexico (1-0) op 9 april 1991 in Veracruz, net als doelman Patricio Toledo, middenvelders Luis Musrri en José Luis Sierra, en verdediger Luis Abarca. Vega nam met Chili deel aan twee opeenvolgende edities van de Copa América (1991 en 1993), en aan het WK voetbal 1998.
| Interlanddoelpunt | Interlanddoelpunt | Interlanddoelpunt | Interlanddoelpunt | Interlanddoelpunt | Interlanddoelpunt | Interlanddoelpunt | Interlanddoelpunt |
| #                 | Datum             | Locatie           | Wedstrijd         | Goal(s)           | Score             | Uitslag           | Wedstrijd         |
| ----------------- | ----------------- | ----------------- | ----------------- | ----------------- | ----------------- | ----------------- | ----------------- |
| 1                 | 30/05/1991        | Santiago          | Chili – Uruguay   | 63'               | 1 – 0             | 2 – 1             | Oefeninterland    |